# Dan W. Reicher

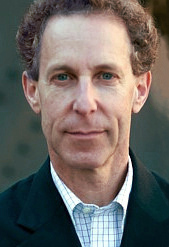
Dan W. Reicher

Dan W. Reicher (* 30. Juni 1956 in Syracuse) ist ein US-amerikanischer Umweltschützer und Energiefachmann. Er arbeitet als Direktor für Klimawandel und Energiepolitik bei der Stiftung des Online-Konzerns Google, google.org.
Reicher ist Biologe mit einem Abschluss des Dartmouth College, verheiratet und hat drei Kinder.
Nach der Wahl von Barack Obama galt Reicher als möglicher Kandidat für das Amt des Energieministers.